# Taubenturm (Jarnac)

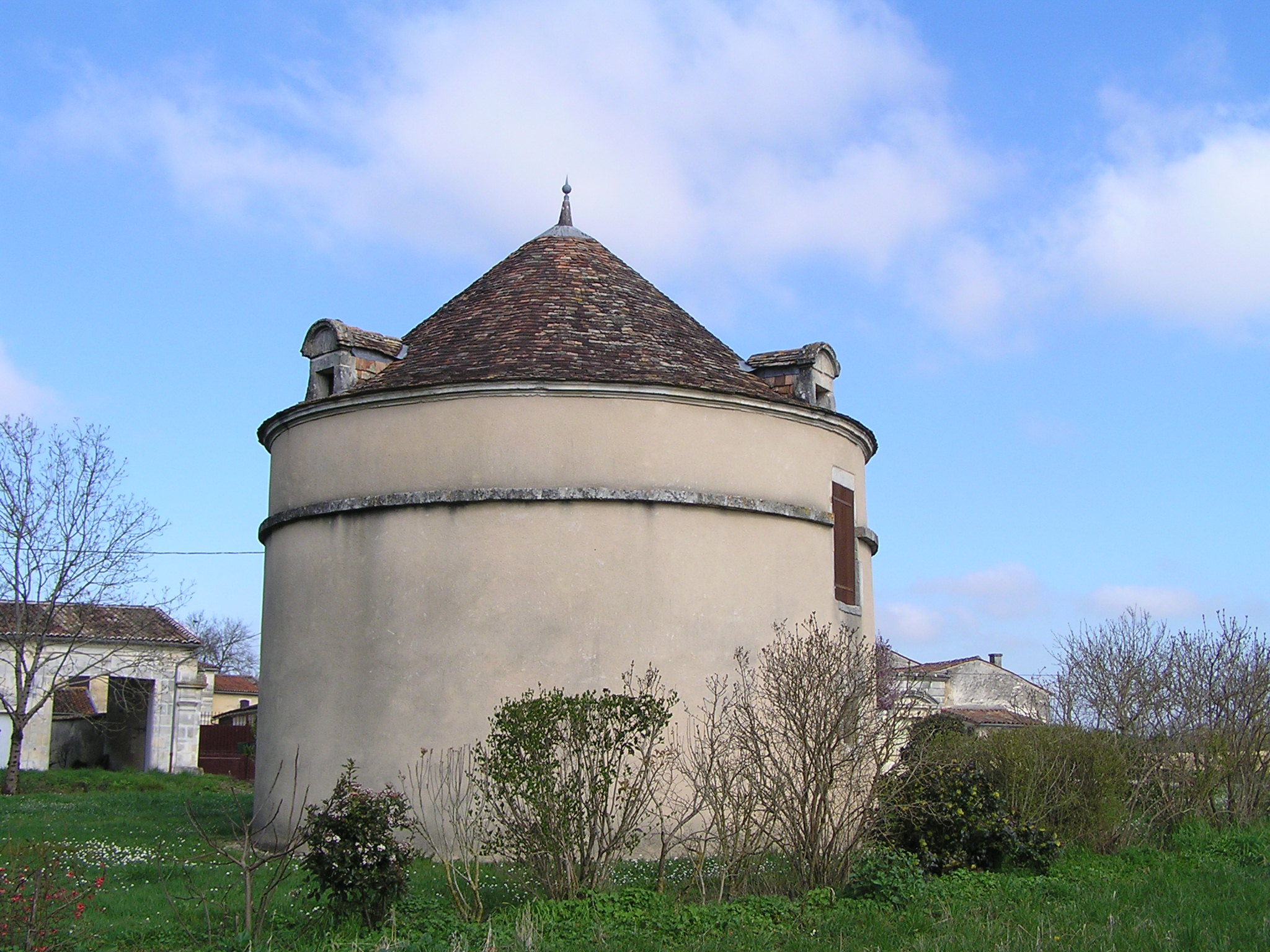
Taubenturm in Jarnac

Der Taubenturm (französisch colombier oder pigeonnier) des Logis de Nanclas in Jarnac, einer französischen Gemeinde im Département Charente in der Region Nouvelle-Aquitaine, wurde vermutlich im 16. Jahrhundert errichtet. Der runde Taubenturm aus Bruchsteinmauerwerk steht als Teil des Herrenhauses seit 1985 als Monument historique auf der Liste der Baudenkmäler in Frankreich.